# Поцхверашвили, Сергей Соломонович
Сергей Соломонович Поцхверашвили (1899 год, Кутаисский уезд, Кутаисская губерния, Российская империя — дата смерти неизвестна, Орджоникидзевский район, Грузинская ССР) — звеньевой колхоза имени Сталина Орджоникидзевского района, Грузинская ССР. Герой Социалистического Труда (1949).

## Биография
Родился в 1899 году в крестьянской семье в одном из сельских населённых пунктов Кутаисского уезда. Окончил местную начальную школу. Трудился в личном сельском хозяйстве. В послевоенное время возглавлял звено виноградарей в колхозе имени Сталина Орджоникидзевского района.
В 1948 году звено под его руководством собрало в среднем с каждого гектара по 98 центнеров винограда шампанских вин на участке площадью 3,1 гектара. Указом Президиума Верховного Совета СССР от 9 августа 1949 года удостоен звания Героя Социалистического Труда за «получение высоких урожаев винограда в 1948 году» с вручением ордена Ленина и золотой медали «Серп и Молот».
Этим же Указом званием Героя Социалистического Труда были также награждены труженики колхоза имени Сталина бригадир Давид Михайлович Кикнадзе и звеньевая Евлапи Тариеловна Кикнадзе.
За выдающиеся трудовые достижения в 1949 году был награждён в 1950 году вторым Орденом Ленина.
Проживал в Орджоникидзевском районе (сегодня — Харагаульский муниципалитет). Дата смерти не установлена.
Награды
- Герой Социалистического Труда
- Орден Ленина — дважды (1949; 05.09.1950)